# دومينغو غونزاليس إريزاري
دومينغو غونزاليس إريزاري (بالإنجليزية: Aníbal González Irizarry)‏ هو صحفي أمريكي، ولد في 26 فبراير 1927 في Sabana Grande, Puerto Rico ‏ في الولايات المتحدة، وتوفي في 14 نوفمبر 2018.